# Lööne
Lööne (Duits: Köln) is een plaats in de Estlandse gemeente Saaremaa, provincie Saaremaa. De plaats heeft de status van dorp (Estisch: küla) en telt 31 inwoners (2021).
Tot in oktober 2017 behoorde Lööne tot de gemeente Valjala. In die maand werd Valjala bij de fusiegemeente Saaremaa gevoegd.
Lööne ligt aan de rivier Lõve.

## Geschiedenis
Het landgoed Köln ontstond in het jaar 1489 uit een samenvoeging van het kleine landgoed Kölle en een stuk grond uit de Wacke Löhn (een Wacke was een administratieve eenheid voor een groep boeren met gezamenlijke verplichtingen). In de volgende eeuwen werd het een aantal malen uitgebreid. Tot de uitbreidingen behoorden de landgoederen Jöggis en Mäemöis. Jöggis ligt sinds de jaren twintig van de 20e eeuw op het grondgebied van het dorp Jõelepa; Mäemöis is op de kaart niet meer terug te vinden. Tussen 1498 en 1698 was de eigenaar de Baltisch-Duitse familie von Poll. Daarna was het landgoed achtereenvolgens in handen van de families von Vietinghoff, von Güldenstubbe, von Weymarn en opnieuw von Güldenstubbe. In het midden van 19e eeuw verwierf de familie von Buxhoeveden het landgoed. De laatste eigenaar vanaf 1880 tot het landgoed in 1919 door het onafhankelijk geworden Estland werd onteigend, was Reinhold baron Buxhoeveden.
Het landhuis van het landgoed is bewaard gebleven. Het dateert van het eind van de 18e eeuw en is in 1864 ingrijpend verbouwd in neogotische stijl. Het is in particuliere handen, nadat het lange tijd als school had gediend. Het ligt op het grondgebied van Jõelepa.
Een dorp Löhn werd voor het eerst genoemd in 1645. Het hoorde in de tweede helft van de 19e eeuw bij het landgoed van Reo.